# 接触法
接触法（英語: contact process）は、工業プロセスに必要な高濃度の硫酸を製造するために現在使われている方法である。二酸化硫黄ガスと空気とを混ぜた混合ガスを触媒に当てて酸化させ、できた三酸化硫黄を水に溶かして硫酸とするものである。この方法は1831年にイギリスの酢の商人Peregrine Phillipsにより特許が取得された。以前の鉛室法よりもはるかに経済的に濃硫酸を生産できるのに加え、三酸化硫黄と発煙硫酸も生産可能である。

## 触媒の変遷
かつて接触法による硫酸の製造には高価な白金が触媒として使われていたが、硫黄原料中に含まれるヒ素や塩素等の不純物と反応しやすいため、1915年にドイツの Badische 社（現・BASF社）が開発した五酸化バナジウム (V2O5) 触媒の登場・進展とともにバナジウム系触媒への転換が急速に進み、白金触媒は姿を消した:1。硫酸を日あたり1トン生産する場合、白金系触媒では白金換算で370 - 500 g要し、二酸化硫黄の転化率も92 - 94 %止まりだったのが、酸化バナジウム系触媒では五酸化バナジウム換算で10.5 kg要するものの安価であり、二酸化硫黄の転化率も96 - 97 %と、白金系触媒よりも優秀である:1。日本においては1930年に松井元太郎が硫酸触媒の研究を開始し、1935 - 1936年に掛けてアルカリ金属とアルカリ土類金属を含む酸化バナジウム系触媒を完成させた。この触媒を用いて1937年にヲサメ硫酸工業（後の日本触媒）にて国産初の硫酸触媒の工業化がなされ、三井染料（現・三井化学）に納入された:1。

## 過程
接触法は5つの段階に分けられる。
1. 硫黄と酸素 (O2) を結合させて二酸化硫黄を作る。
2. 浄化ユニットで二酸化硫黄を洗浄・乾燥する。
3. 五酸化バナジウム触媒の存在下で450°C、1-2 atmで過剰な酸素を 二酸化硫黄に加える。
4. 作られた三酸化硫黄を硫酸に加え、発煙硫酸（二硫酸）を生成する。
5. 次に発煙硫酸を水に加えて非常に濃度の高い硫酸を作る。

触媒被毒（すなわち触媒活性の除去）を避けるには、空気と二酸化硫黄の混合ガスから触媒被毒の原因物質であるヒ素や鉄分:3、その他の重金属、ハロゲン、低沸点金属元素、そして詰まりの原因となる煤塵を取り除く措置（浄化）が必要である。この目的のため集塵機を通した後の混合ガスを冷却後、水で洗浄する。また混合ガス中の水分は系内で酸化された三酸化硫黄と反応して細かい霧状の硫酸ミストになり濃硫酸には吸収されずに排ガス中に逃げてしまうことから、水で洗った後の混合ガスは濃硫酸で乾燥させる。
エネルギーの効率的な利用のため、空気と二酸化硫黄との混合ガスは、洗浄・脱水後に熱交換器による触媒コンバーターからの排気ガスを通じた熱交換器により、反応至適温度である450 °Cまで昇温する。
二酸化硫黄と二酸素は次のように反応する。式中のエネルギー (ΔH) はエンタルピーであり反応熱とは符号が逆であることに注意されたい。以下は発熱反応である。
{\displaystyle {\ce {2SO2_{{(g)}}\ + O2_{{(g)}}<=> 2SO3_{{(g)}}\ }}} : {\displaystyle \quad \Delta {\mathit {H}}=-197\ \mathrm {kJ/mol} }
ルシャトリエの原理により、化学平衡を右へシフトさせるためにはなるべく低い温度で反応させる必要がある。しかし、温度が低すぎると生成速度が低下し、プロセス自体が不経済になるため、適度な反応速度を確保するためには、ある程度の高温 (450°C) と若干の圧力 (1–2 atm) を確保するように熱交換器とブロアとで反応器入口の温度を調整する。反応器には触媒となる五酸化バナジウム (V2O5) を詰めてあり、混合ガスは触媒の層を通過することで二酸化硫黄を酸化させる。なお触媒によって熱力学的平衡は変化することなく、反応速度を上げる役割をするのみである。触媒の作用のメカニズムは2つのステップで構成される。
1. V5+によるSO2のSO3への酸化
{\displaystyle {\ce {2SO2 + 4V^5+ + 2O^2- -> 2SO3 + 4V^4+}}}
2. 酸素分子によるV4+のV5+への再酸化（触媒再生）
{\displaystyle {\ce {4V^4+ + O2 -> 4V^5+\ + 2O^2-}}}

高温の三酸化硫黄SO3は熱交換器を通して冷却し、吸収塔で濃硫酸に吸収させて発煙硫酸を作る。
{\displaystyle {\ce {H2SO4_{{(l)}}\ + SO3_{{(g)}}-> H2S2O7_{{(l)}}}}}
三酸化硫黄を水に直接溶かすことは溶解熱が極めて高く、霧状の硫酸ミストとなるため現実的ではない。このため濃硫酸を三酸化硫黄の溶媒として使用し、それを濃硫酸（または薄硫酸）で希釈して濃硫酸の製品とする。発煙硫酸内の二硫酸 (H2SO7) は濃硫酸内の水分により硫酸になる。製品として取り出される以外の濃硫酸には薄硫酸などで水分を添加し、少量（2 %程度）の水分を保った状態で系内を循環させる。また取り出した濃硫酸には二酸化硫黄が溶存しているため、空気もしくは最終吸収塔（DCDA法）を通過した排ガスにさらして溶存二酸化硫黄を除去する。
{\displaystyle {\ce {H2S2O7_{{(l)}}\ + H2O_{{(l)}}-> 2H2SO4_{{(l)}}}}}
なお吸収塔を通過した排ガスは排煙脱硫装置を通り排出される。

## 二重接触式
接触法を二度適用できると硫酸の収率が向上する。すなわち、「一次接触 - 中間吸収 - 二次接触 - 吸収」の順で触媒による接触酸化と三酸化硫黄の吸収を二度ずつ行うのが、二重接触式 (Double Contact Double Absorption, DCDA) である。この過程では製造された二酸化硫黄を中間に吸収過程を挟んで2回接触酸化させることで、三酸化硫黄への高い転換効率（99.5 %以上）を達成できる。
二酸化硫黄が豊富な原料ガスはまず、通常複数の触媒床を持つ塔である触媒コンバーターに入って三酸化硫黄に酸化され、第1段階の転換を終了する。この段階から出てくるガスには二酸化硫黄と三酸化硫黄の両方が含まれており、これが濃硫酸が充填材に沿って滴下されている中間吸収塔を通過すると、三酸化硫黄は吸収され、滴下された濃硫酸の水分量は減少して発煙硫酸となる。一方で酸化されずに残った二酸化硫黄のほとんどは濃硫酸に溶け込むことなく中間吸収塔から出ていく。したがって残ったガスにはまだ二酸化硫黄が含まれており、冷却された後、再び触媒コンバーターを通過させて残った二酸化硫黄を酸化させる。出てきた気体は吸収塔により再び水分を含んだ濃硫酸と接触・吸収が行われる。
硫酸の工業的製造では変換効率・吸収の双方が気体の温度および流量に依存するため、これらの適切な制御が必要である。あわせて系内を循環し三酸化硫黄を吸収するのに使用する濃硫酸も、それに含まれる水分が三酸化硫黄の硫酸化に重要な役割を果たすため、濃硫酸の濃度管理も重要である。